# گرگور ادلرکروتز
گرگور ادلرکروتز (انگلیسی: Gregor Adlercreutz؛ ۱۶ اوت ۱۸۹۸ – ۳ ژوئن ۱۹۴۴ (aged 45)) ورزشکار اهل سوئد بود.
وی در مسابقات کشوری و بین‌المللی در مجموع برندهٔ ۱ مدال برنز شده‌است.